# لی کی چان
لی کی چان (کره‌ای: 이기찬؛ زادهٔ ۱۰ ژانویه ۱۹۷۹) خواننده و بازیگر اهل کره جنوبی است. او حرفه خوانندگی خود را در سال ۱۹۹۶ و حرفه بازیگری را در سال ۲۰۰۰ آغاز کرد. او در مجموعه‌های تلویزیونی کره‌ای مختلف از جمله دوباره بیست سالگی، حالت چطوره نان، عشق من هولو و همچنین مجموعه تلویزیونی آمریکایی سنس۸ ایفای نقش کرده است.